# Grški ogenj
Grški ogenj je izraz za zažigalno bojno sredstvo, ki naj bi po bizantinskem kronistu Teofanu nastalo okoli leta 650. Iznašel naj bi ga grški arhitekt Kalinik. Po njegovem receptu je »grški ogenj« mešanica petroleja in prahu živega apna, ki se vžge ob stiku z vodo. Živo apno namreč ob stiku z vodo ustvari visoko temperaturo, ki vžge petrolej. Goreča snov ustvarja močan plamen, ki ga je skorajda nemogoče pogasiti. Prvič naj bi to sredstvo uporabili ob perzijskem obleganju Bizanca (med leti 674–677).

## Uporaba
Bizantinci so to sredstvo uporabljali na kopnem in na morju kot zažigalne bombe ali kot nekakšno obliko plamenometalca. Z zmesjo so namreč napolnili kovinske cevi in s pomočjo nekakšne črpalke brizgnili zaneteno tekočino proti nasprotnikovi ladji. Zapisi o uporabi takih črpalk segajo v 10. stoletje. Sredstvo je bilo ena najbolj varovanih vojaških skrivnosti Bizanca, kasneje pa so ga uporabili tudi kristjani v križarskih vojnah.